# Poinsettia Bowl
Pour les articles homonymes, voir Poinsettia (homonymie).
Le Poinsettia Bowl était un match annuel de football américain de niveau universitaire qui se jouait après la saison régulière et qui fut organisé de 2005 à 2016 au Qualcomm Stadium (stade d'une capacité de 66 000 spectateurs) de San Diego en Californie.

## Histoire
Le Poinsettia Bowl originel fut créé par les organisateurs du défunt Holiday Bowl de la National Association of Intercollegiate Athletics (NAIA). Il mettait en présence les deux vainqueurs des championnats des équipes militaires de l'ouest et de l'est des Etats-Unis, équipes qui n'évoluaient pas en NCAA. Ces matchs se sont déroulés de 1952 à 1955 en Floride dans la ville de St-Petersburg.  
Un autre Holiday Bowl mettant en présence des équipes de la NCAA existe depuis 1978 et se déroule toujours actuellement dans le même stade que le Poinsettia Bowl.  
L'équipe des Navy Midshipmen a remporté la première édition du Poinsettia Bowl moderne et fut invitée pour les éditions 2008, 2009 et 2010. 
La présence de nombreuses bases navales de l'US Navy à San Diego et dans ses environs explique cette décision de privilégier l'équipe de la Navy.
En 2013, il oppose une équipe de la MWC (Mountain West Conference) à l'Army et  le nom complet du bowl (sponsorisation oblige) devient le San Diego County Credit Union Poinsettia Bowl.
En 2014, le pay-out est de 612 500 $ par équipe.
Le 25 janvier 2017, la San Diego Bowl Game Association annonce son intention de se concentrer uniquement sur l'organisation de l'Holiday Bowl mettant ainsi un terme à l'organisation du Poinsettia Bowl.

## Logos
|  |  |

## Palmarès
M.à.j. le 27 juin 2017'

### Match des équipes militaires
| Dates            | Vainqueurs                                       | Scores  | Finalistes                                             | Références |
| ---------------- | ------------------------------------------------ | ------- | ------------------------------------------------------ | ---------- |
| 20 décembre 1952 | Bolling Air Force Base (Bolling AFB - Air Force) | 35 - 14 | Naval Training Center San Diego (NTC San Diego - Navy) | [ 4 ]      |
| 20 décembre 1953 | Fort Ord (Army)                                  | 55 - 19 | Quantico Marine Base (MCB Quantico - USMC)             | [ 5 ]      |
| 19 décembre 1954 | Fort Sill (Army)                                 | 27 - 06 | Bolling Air Force Base (Bolling AFB - Air Force)       | [ 6 ]      |
| 17 décembre 1955 | Fort Ord (Army)                                  | 35 - 13 | Naval Air Station Pensacola (NAS Pensacola - Navy)     | [ 7 ]      |

### Matchs de NCAA
(nombre de victoires-nombre de défaites) = statistiques de l'équipe au terme de la saison en ce y compris le résultat du bowl.
| Dates            | Vainqueurs                      | Scores  | Finalistes                          | Assistances | Conférences        |      |
| ---------------- | ------------------------------- | ------- | ----------------------------------- | ----------- | ------------------ | ---- |
| 22 décembre 2005 | Midshipmen de la Navy (9-3)     | 51 - 30 | Rams de Colorado State (6-6)        | 36 842      | Indépendants - MWC |      |
| 19 décembre 2006 | Horned Frogs de TCU (11-2)      | 37 - 07 | Huskies de Northern Illinois (7-6)  | 29 709      | MWC - MAC          |      |
| 20 décembre 2007 | Utes de l'Utah (9-4)            | 35 - 32 | Midshipmen de la Navy (8-5)         | 39 129      | MWC - Indépendants |      |
| 23 décembre 2008 | Horned Frogs de TCU (11-2)      | 17 - 16 | Broncos de Boise State (12-1)       | 34 628      | MWC - WAC          |      |
| 23 décembre 2009 | Utes de l'Utah (10-3)           | 37 - 27 | Golden Bears de la Californie (8-5) | 32 665      | MWC - Pac-10       |      |
| 23 décembre 2010 | Aztecs de San Diego State (9-4) | 35 - 14 | Midshipmen de la Navy (9-4)         | 48 049      | MWC - Indépendants |      |
| 21 décembre 2011 | Horned Frogs de TCU (11-2)      | 31 - 24 | Bulldogs de Louisiana Tech (8-5)    | 24 607      | MWC - WAC          |      |
| 20 décembre 2012 | Cougars de BYU (8-5)            | 24 - 20 | Aztecs de San Diego State (9-4)     | 35 442      | Indépendants - MWC |      |
| 26 décembre 2013 | Aggies d'Utah State (9-5)       | 21 - 14 | Huskies de Northern Illinois (12-2) | 23 408      | MWC - MAC          |      |
| 23 décembre 2014 | Midshipmen de la Navy (8-5)     | 17 - 16 | Aztecs de San Diego State (7-6)     | 33 077      | Indépendants - MWC | Note |
| 23 décembre 2015 | Broncos de Boise State (9-4)    | 55 - 07 | Huskies de Northern Illinois (8-6)  | 21 501      | MWC - MAC          | Note |
| 21 décembre 2016 | Cougars de BYU (8–4)            | 24 - 21 | Cowboys du Wyoming (8–5)            | 28 114      | MWC - AAC          | Note |

## Meilleurs Joueurs du Bowl

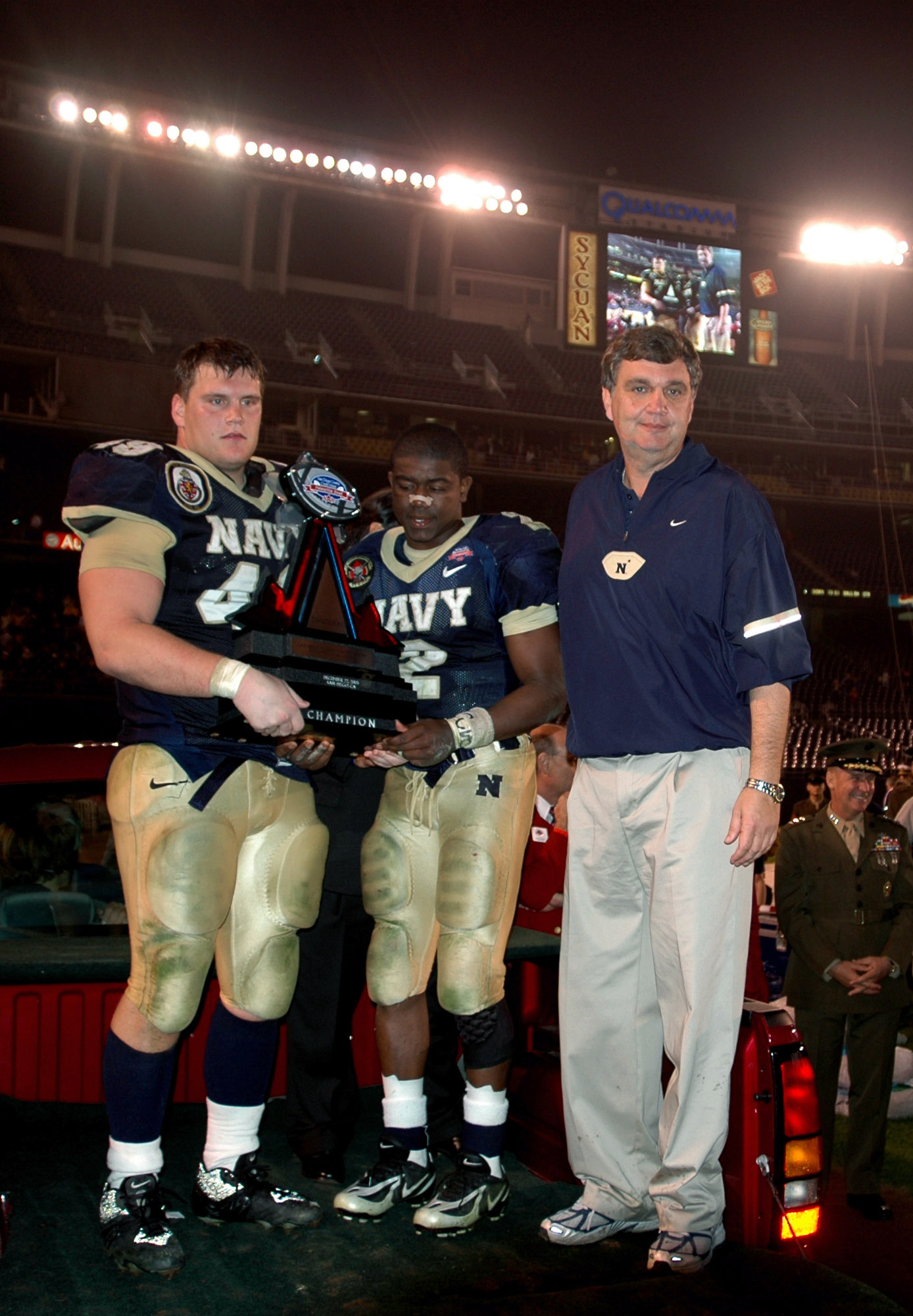
DE Jeremy Chase de l'U.S. Naval Academy (à gauche), QB Lamar Owens (au centre) et le head coach Paul Johnson avec le trophée du Poinsettia Bowl après leur victoire 51 à 30 contre Colorado State dans le match inaugural de 2005.

M.à.j. le 25 juin 2017
| Dates            | Joueurs Offensifs            | Joueurs Offensifs      | Joueurs Offensifs | Joueurs Défensifs   | Joueurs Défensifs      | Joueurs Défensifs |
| ---------------- | ---------------------------- | ---------------------- | ----------------- | ------------------- | ---------------------- | ----------------- |
| Dates            | Joueurs                      | Équipes                | Postes            | Joueurs             | Équipes                | Postes            |
| 22 décembre 2005 | Reggie Campbell              | Midshipmen de la Navy  | RB                | Tyler Tidwell       | Midshipmen de la Navy  | LB                |
| 19 décembre 2006 | Jeff Ballard                 | Horned Frogs de TCU    | QB                | Tommy Blake         | Horned Frogs de TCU    | DE                |
| 20 décembre 2007 | Brian Johnson                | Utes d'Utah            | QB                | Joe Dale            | Utes d'Utah            | DB                |
| 23 décembre 2008 | Andy Dalton                  | Horned Frogs de TCU    | QB                | Stephen Hodge       | Horned Frogs de TCU    | S                 |
| 23 décembre 2009 | Jordan Wynn                  | Utes d'Utah            | QB                | Stevenson Sylvester | Utes d'Utah            | LB                |
| 23 décembre 2010 | Ronnie Hillman Vincent Brown | San Diego State Aztecs | RB WR             | Andrew Preston      | San Diego State Aztecs | DB                |
| 21 décembre 2011 | Skye Dawson                  | Horned Frogs de TCU    | WR                | Greg McCoy          | Horned Frogs de TCU    | CB                |
| 20 décembre 2012 | Cody Hoffman                 | Cougars de BYU         | WR                | Kyle Van Noy        | Cougars de BYU         | LB                |
| 26 décembre 2013 | Joey DeMartino               | Utah State Aggies      | RB                | Jake Doughty        | Utah State Aggies      | LB                |
| 23 décembre 2014 | Keenan Reynolds              | Midshipmen de la Navy  | QB                | Jordan Drake        | Midshipmen de la Navy  | LB                |
| 23 décembre 2015 | Brett Rypien                 | Boise State Broncos    | QB                | Kamalei Correa      | Boise State Broncos    | DE                |
| 22 décembre 2016 | Jamaal Williams              | Cougars de BYU         | RB                | Harvey Langi        | Cougars de BYU         | LB                |

## Statistiques par Équipes

### Équipes militaires
| Rang | Services                             | Apparitions | G-P |
| ---- | ------------------------------------ | ----------- | --- |
| 1    | United States Army (Army)            | 3           | 3–0 |
| 2    | United States Air Force (Air Force)  | 2           | 1–1 |
| 2    | United States Navy (Navy)            | 2           | 0–2 |
| 4    | United States Marine Corps (Marines) | 1           | 0–1 |

### Équipes NCAA
| Rang | Équipes                   | Apparitions | G-P |
| ---- | ------------------------- | ----------- | --- |
| 1    | TCU Horned Frogs          | 3           | 3-0 |
| 2    | BYU Cougars               | 2           | 2-0 |
| 3    | Utah Utes                 | 2           | 2-0 |
| 4    | Utah State Aggies         | 1           | 1-0 |
| 5    | Navy Midshipmen           | 4           | 2-2 |
| 6    | San Diego State Aztecs    | 3           | 1-2 |
| 7    | Boise State Broncos       | 2           | 1-1 |
| 8    | California Golden Bears   | 1           | 0-1 |
| 8    | Colorado State Rams       | 1           | 0-1 |
| 8    | Louisiana Tech Bulldogs   | 1           | 0-1 |
| 8    | Wyoming Cowboys           | 1           | 0-1 |
| 9    | Northern Illinois Huskies | 3           | 0-3 |

## Statistiques par Conférences
M.à.j. le 27 juin 2017
| Conférences  | Gagnés | Perdus | %    |
| ------------ | ------ | ------ | ---- |
| MWC          | 8      | 4      | .500 |
| Indépendants | 4      | 2      | .500 |
| WAC          | 0      | 2      | .000 |
| MAC          | 0      | 3      | .000 |
| Pac-12       | 0      | 1      | .000 |